# Zhaoqing
Zhaoqing (en xinès: 肇庆, en Wade-Giles: Chao-ch'ing) és una ciutat-prefectura de la província de Guangdong, al sud-est de la Xina. Està situada al nord del riu Xi, 80 kilòmetres a l'oest de Canton, al damunt de les Gorges de Ling-Yang.
És a Zhaoqing on el jesuïtes Michele Ruggieri, Duarte de Sande, Francesco Pasio i Mateo Ricci s'instal·làren inicialment a finals de 1582 i en una segona etapa a partir d'agost de 1853.
Administració
- Deqing (德庆县), 2.258 km², 350.000 habitants.
- Dinghu (鼎湖区), 506 km², pop. 150.000 habitants.
- Duanzhou (端州区), 152 km², pop. 320.000 habitants.
- Fengkai (封开县), 2.723 km², pop. 470.000 habitants.
- Gaoyao (高要市), 2.206 km², pop. 730.000 habitants.
- Guangning (广宁县), 2.380 km², pop. 540.000 habitants.
- Huaiji (怀集县), 3.573 km², pop. 930.000 habitants.
- Sihui (四会市), 1.258 km², pop. 420.000 habitants.